# Alexander Barthel

Alexander Barthel

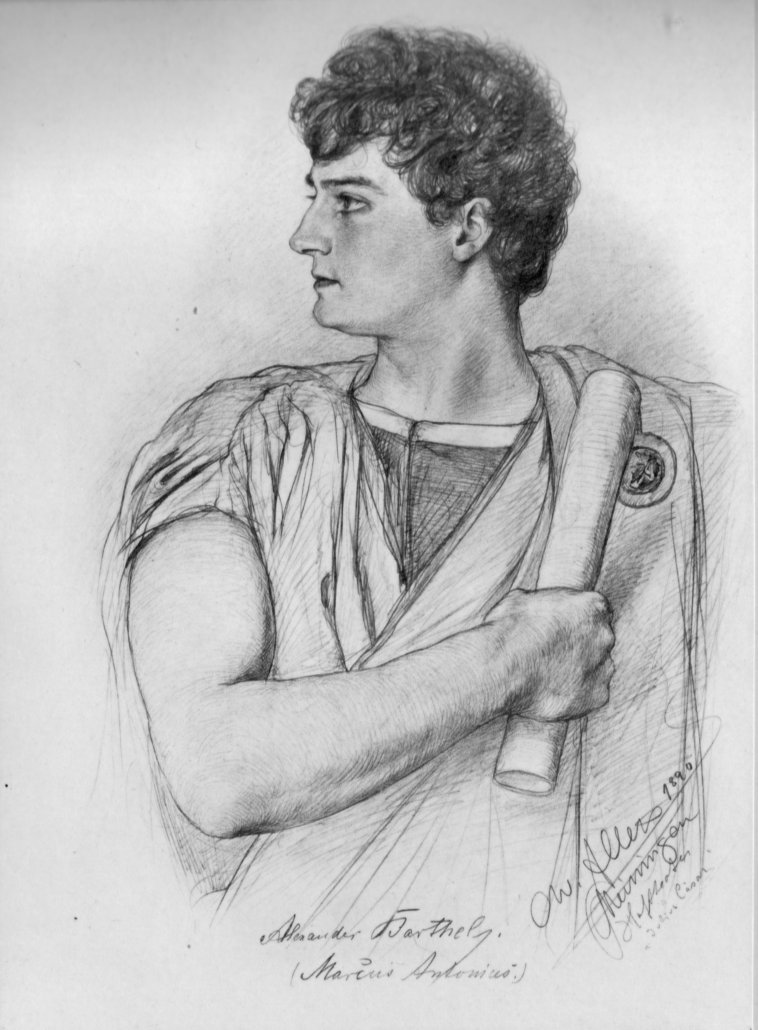
Barthel als Marcus Antonius in Julius Caesar am Meininger Hoftheater, 1890

Friedrich Wilhelm Alexander Barthel (* 1859/1860 in Braunschweig; † 19. November 1901 in Frankfurt am Main) war ein deutscher Theaterschauspieler.

## Leben
Sein Vater war der Hofmaler Gustav Adolf Barthel, sein Onkel der Literaturhistoriker Karl Barthel. Da sein Vater keine Einwände gegen den Wunsch, Schauspieler zu werden, hatte, wagte dieser nach Absolvierung des Realgymnasiums auf dem Sommertheater in Celle seinen ersten Versuch.
Sein nächstes Engagement fand er schon am Hoftheater seiner Vaterstadt, wo er sich unter Anleitung von Karl Hiltl künstlerisch vervollkommnete.
Danach wirkte er am Stadttheater Hamburg und debütierte dann am Meininger Hoftheater.
Gelegentlich eines Gastspiels der Meininger in Berlin wurde Adolph L’Arronge auf ihn aufmerksam und engagierte ihn als Nachfolger von Josef Kainz ans Deutsche Theater.
Am Deutschen Theater wirkte er zwei Jahre, als er 1892 in den Verband des Frankfurter Stadttheaters trat. Es folgten mehrere Gastspielreisen. So fand 1900 seine Mitwirkung an den Schillerfestspielen in Düsseldorf einstimmige Anerkennung bei Kritik und Publikum.
Der Künstler war bis zu seinem Tode am 19. November 1901 Mitglied des Frankfurter Stadttheaters.